# Scoglio del Samier
Lo scoglio del Samier (in croato Samer), detto anche scoglio dell'Asino, è uno scoglio disabitato della Croazia, situato lungo la costa occidentale dell'Istria, a sud del canale di Leme.
Amministrativamente appartiene alla città di Rovigno, nella regione istriana.

## Geografia
Lo scoglio del Samier si trova a sudovest del porto di Rovigno (luka Rovinj), nei pressi del promontorio di Montauro (Zlatni rt) e poco a ovest di punta Corrente (rt Kurent). Nel punto più ravvicinato dista 375 m dalla terraferma.
Il Samier è un piccolo scoglio allungato in direzione ovest-est, diviso in due parti leggermente rialzate, collegate tra loro da una bassa lingua di terra. Misura 140 m di lunghezza e 45 m di larghezza massima. Ha una superficie di 0,00496 km² e uno sviluppo costiero di 0,334 km.

### Isole adiacenti
- Scoglio di Montauro (Muntrav), scoglio situato a nord del Samier.
- Isola di Sant'Andrea (Sveti Andrija o Crveni otok), isola a sud del Samier, chiamata anche Isola Rossa.
- Maschin (Maškin), isolotto a sud di Sant'Andrea, collegato ad esso da un ponte.
- Scoglio Piroso Piccolo (Mali Piruzi), piccolo scoglio a est di Sant'Andrea.
- Scoglio Piroso Grande (Veli Piruzi), scoglio gemello del precedente, situato poco più a sudest.
- Astorga (Sturag), isolotto a sud di Maschin.
- San Giovanni (Sveti Ivan), isolotto a sud di Astorga con una forte strozzatura al centro.
- San Giovanni in Pelago (Sveti Ivan na Pučini), scoglio a sud di San Giovanni su cui si trova un faro.

### Cartografia
- (HR) Mappa topografica della Croazia 1:25000, su preglednik.arkod.hr.